# Union des Forces Démocratiques
De Union des Forces Démocratiques UFD, Nederlands: Unie van Democratische Krachten, was een alliantie van politieke partijen, groeperingen en vakbonden, die wel links maar niet communistisch waren. De UFD werd in 1958 opgericht, voorafgaand aan de verkiezingen van dat jaar. De UFD deed aan de parlementsverkiezingen van dat jaar mee. Ze kreeg 1,7% van de stemmen, goed voor twee vertegenwoordigers in de Assemblée nationale. Daarna was Albert Châtelet kandidaat voor de presidentsverkiezingen van 21 december 1958. Hij kreeg 8,46% van de door het kiescollege uitgebrachte stemmen. 
De Union des Forces Démocratiques verzette zich tegen de politiek van president Charles de Gaulle en diens gaullistische Union pour la Nouvelle République. Vanwege interne conflicten ging de UFD twee jaar na haar oprichting ter ziele. Het grootste deel van haar leden sloot zich bij de Parti socialiste unifié aan, een socialistische partij die in 1960 werd opgericht.